# Kumba Ialá
Kumba Ialá, nombre de nacimiento: Kumba Yalá (15 de marzo de 1953-4 de abril de 2014) fue un profesor de filosofía y político de Guinea-Bisáu, presidente de la República entre el 17 de febrero de 2000 y el 14 de septiembre de 2003, cuando fue depuesto por un golpe de Estado militar. Ialá era musulmán, aunque previamente había sido católico, y de origen balanta.

## Inicios
Nació en una familia de agricultores en Bula, en la región del Cacheu el 15 de marzo de 1953. Ialá, desde su adolescencia, militó en el Partido Africano para la Independencia de Guinea y Cabo Verde (PAIGC), partido que llevó a cabo un levantamiento armado contra el colonialismo portugués.
Estudió Teología en la Universidad Católica Portuguesa de Lisboa y más tarde, Filosofía. En Bisáu, Ialá estudió Derecho. Fue hablante de portugués, lenguas criollas africanas, español, francés e inglés y podía leer en latín, griego y hebreo. Tras haber completado sus estudios, trabajó como profesor de filosofía.

## Carrera política
Ialá comandó una delegación del PAIGC en Moscú en homenaje del 70.º aniversario de la Revolución Bolchevique de 1917, sin embargo, en 1989 fue expulsado de aquel partido por exigir una gran reforma democrática.
En marzo de 1991, junto a Rafael Barbosa, Ialá ayudó a fundar el Frente Democrática Social (FDS). El 14 de enero de 1992, Yalá abandonó el FDS y fundó el Partido de la Renovación Social (PRS).
Durante la primera elección multipartidaria que tuvo lugar el 3 de junio de 1994, Ialá fue candidato presidencial. Fue elegido el candidato del PAIGC João Bernardo "Nino" Vieira que venció con el 46,2% de los votos. Ialá quedó en segundo lugar, con el 21,88% de los votos. Como ninguno de los dos candidatos obtuvo el 50% de los votos, se realizó un balotaje el 7 de agosto del mismo año. Vieira derrotó a Ialá por un margen de apenas cuatro puntos porcentuales (52,02% contra 47,98%). Ialá reconoció los resultados, pero afirmó que hubo hostigamientos hacia sus electores, sin embargo, pese a la denuncia, la Corte Suprema de Justicia validó las elecciones. El 20 de agosto, aceptó la derrota, pero afirmó que su partido no colaboraría con el gobierno electo.
El 28 de noviembre de 1999, después de una guerra civil devastadora y con la deposición de Vieira, se realizaron nuevas elecciones presidenciales. Kumba Ialá terminó con el primer lugar con el 38,81% de los votos seguido por el presidente interino y candidato del PAIGC, Malam Bacai Sanhá, que alcanzó 23.37% de los votos. Se realizó, conforme al sistema electoral bisauguineano, el 16 de enero de 2000 una segunda vuelta en la que venció fácilmente Ialá con los 72% de los votos sobre su adversario.

## Presidencia
El mandato de Kumba Ialá como jefe de Estado de Guinea-Bisáu se caracterizó por la destitución constante de ministros y otros altos funcionarios, y por una mala gestión financiera, que llevó al Banco Mundial y al FMI la suspensión de la ayuda económica. Las relaciones de Ialá con el general Ansumane Mané, líder de la rebelión militar que depuso a Vieira en la guerra civil de 1998–99, se tornaron difíciles. Ialá promovió a ascensos a un gran número de oficiales militares en noviembre del 2000, pero Mané afirmó que los ascensor no eran los que se había acordado Ialá previamente con él. En represalia, Mané anunció que accedería por la fuerza al controlar las fuerzas armadas y que promovería los ascensor necesarios y que depondría al jefe de Estado Mayor, el general Veríssimo Correia Seabra. Una semana después, el 30 de noviembre de aquel año, Mané fue asesinado en un tiroteo por tropas leales al gobierno.
Ialá no dio veto ni promulgó el proyecto constitucional aprobado por la Assemblea Nacional Popular en 2001; en vez eso, envió nuevamente el proyecto al parlamento con sugerencias para aumentar el poder del poder ejecutivo nacional. Ialá alegó que la medida era a raíz de un presunto intento de golpe de Estado en 2001, sin embargo, la oposición mostró desconfianza. En junio de 2002, acusó al gobierno de Gambia de fomentar revueltas en Guinea-Bisáu, acusación que fue negada por el ministro de relaciones exteriores gambés; Ialá amenazó, entonces, que declararía la guerra a Gambia. También se inició una persecución a los miembros opistores, escudándose de que atentaban contra la institucionalidad gubernamental. Ialá disolvió la Assembleia Nacional Popular en noviembre de 2002, y nombró a Mário Pires como primer ministro provisorio y convocó a elecciones anticipadas para febrero de 2003. Esas elecciones fueron  sucesivamente pospuestas, de la siguiente forma: primero para abril, después para julio, y finalmente para octubre. Algunos sectores opisitores afirman que Ialá procuró, en aquel período, manipular leyes para asegurar sua permanencia en el poder.

## El golpe militar de 2003
El 12 de septiembre de 2003, la Comisión Electoral anunció que no conseguiría terminar el registro de eleitores en tiempo para las elecciones que la Asamblea Nacional Popular fijó para el 12 de octubre. Con el país con una economía estancada, 
inestable políticamente y bajo un descontento militar con respecto a los salarios no pagados el 14 de septiembre llevaron a cabo un golpe de Estado sangriento en el que lograron deponer a Ialá. Ialá fue detenido y puesto bajo prisión domiciliaria. El general Veríssimo Correia Seabra, el líder del golpe, afirmó que fue la "incapacidad" del gobierno de Ialá el motivo del levantamiento. Ialá, ya depuesto, anunció públicamente su renuncia el 17 de septiembre, más tarde se le prohibió ocupar cargos públicos por cinco años. Un gobierno civil provisorio comandado por el empresario Henrique Rosa y por el secretario general del PRS Artur Sanhá se estableció a fines de septiembre.
El 8 de marzo de 2004, antes de la celebración de elecciones legislativas, Ialá fue liberado. Ele anunció que podría volver a participar en política por el PRS, pese a la prohibición de ocupar cargos públicos. En la elección, realizada el 28 de marzo, el PRS ganó 35 de los 100 escaños, y se tornó el segundo mayor partido dentro de la Asamblea Nacional Popular, superado por poco por el PAIGC.

## Elección presidencial de 2005
En marzo de 2005, fue escogido como candidato del PRS para las elecciones presidenciales de 19 de junio de aquel año, a pesar de la prohibición. La Corte Suprema permitió su permanencia en mayo de 2005, y más tarde, el 15 de myo, Ialá afirmó que retiraría su renuncia como presidente y que regresaría de esta forma a la presidencia. A pesar de haber aumentado la tensión política del país, sus declaraciones no tuvieron consecuencias inmediatas; dois días después, fue reprimido un comicio promovido por algunos simpatizantes de Ialá por la policía con gas lacrimógeno.
En fines de mayo, ocupó el palacio presidencial de Bisáu con un grupo de hombres armados durante unas cuatro horas antes de salir de ella, según un anuncio realizado por el ejército guineano. Según los resultados oficiales, quedó en el tercer lugar en las elecciones del 19 de junio con el 25% de los votos, por detrás de Malam Bacai Sanhá y de João Bernardo Vieira, y por lo tanto no participaría en la segunda vuelta de las elecciones. Ialá afirmó que realmente alcanzó el primer lugar con alrededor del 38% de los votos y que hubo un fraude, sin embargo, más tarde aceptó el resultado oficial en favor de la paz y la democracia, pero que había ganado realmente. Al menos cuatro personas fueron halladas muertas después de que los partidarios de Ialá se enfrentaron con la policía después del anuncio de los resultados.
A principios de junio, Ialá anunció su apoyo a la candidatura de Vieira en el balotaje, que aconteció el 24 de junio en la que finalmente triunfó Vieira.

## Defunción
Ialá falleció el 4 de abril de 2014 a los 61 años. Sus restos fueron sepultados en la Fortaleza São José da Amura.